# High4
High4 (em coreano: 하이포; estilizado como HIGH4) é um boy group sul coreano atualmente sobre gestão da Eleven9 Entertainment. O grupo atualmente é formado pelos membros Alex, Myunghan e Youngjun. Eles oficialmente estrearam na indústria de entretenimento coreana em 8 de abril de 2014 com a música "Not Spring, Love, ou Cherry Blossoms" que contou com a participação da cantora solo IU . Em 31 de janeiro de 2017, foi anunciado que o líder Sunggu saiu oficialmente do grupo.  Ainda em 2017, o grupo que antes estava sobre gestão da N.A.P Entertainment, passou a ser agenciado pela Eleven9 Entertainment sem nenhum comunicado oficial até então.

## Membros

### Atual
- Alex (em coreano: 알렉스), nome de nascimento Kim Alexander[2] (em coreano: 김알렉산더). Nascido em 7 de setembro de 1990 (34 anos) em Nova Iorque, Estados Unidos (Adquiriu a cidadania coreana em junho de 2015). É o Rapper e Dançarino do grupo.
- Myunghan (em coreano: 명한), nome de nascimento Baek Myung-han (em coreano: 백명한). Nascido em 15 de fevereiro de 1993 (32 anos) em Daegu, Coreia do Sul. É o vocalista do grupo.
- Youngjun (em coreano: 영준), nome de nascimento Yim Young-jun (em coreano: 임영준). Nascido em 24 de agosto de 1995 (29 anos) em Suwon, Coreia do Sul. É o Maknae e Rapper do grupo.

### Antigo
- Sunggu (em coreano: 성구), nome de nascimento Kim Sung-gu (em coreano: 김성구). Nascido em 22 de janeiro de 1992 (33 anos) em Daebudo, Coreia do Sul. Foi o líder e um dos vocalistas do grupo.

## Discografia

### Extended plays
| Hi High                                                                                        | - Lançado em: 27 de agosto de 2014 - Gravadora: N.A.P. Entertainment, LOEN Entertainment - Formatos: CD, digital download Track listing 1. Say Yes 2. Headache (뱅뱅뱅) 3. True Love 4. Time Out 5. A Little Closer (해요 말고 해) (featuring Lim Kim) 6. Not Spring, Love, or Cherry Blossoms (봄 사랑 벚꽃 말고) (featuring IU)                                  | 12 | — | - KOR: 1,162+ |
| Blessed                                                                                        | - Lançado em: 28 de fevereiro de 2017 - Gravadora: N.A.P. Entertainment, LOEN Entertainment - Formatos: CD, digital download Track listing 1. Live, Love, Life intro 2. Love Line 3. Ooh Girl 4. Pray (기도해) 5. Last Summer (네가 없을 뿐인데) 6. Love Line inst.                                                                                                | 6  | — | - KOR: 6,320+ |
| Versão japonesa                                                                                | |    |   |               |
| High Five                                                                                      | - Lançado em: 8 de fevereiro de 2015 - Gravadora: N.A.P. Entertainment - Formatos: CD, digital download Track listing 1. Day By Day (Japanese Version) 2. Headache (Japanese Version) 3. A Little Closer (해요 말고 해) (featuring Lim Kim) 4. Not Spring, Love, or Cherry Blossoms (봄 사랑 벚꽃 말고) (featuring IU) 5. Day By Day (비슷해) 6. Headache (뱅뱅뱅) | —  | — |               |
| Hi Summer                                                                                      | - Lançado em: 11 de julho de 2015 - Gravadora: N.A.P. Entertainment - Formatos: CD, digital download Track listing 1. Baby Boy (Japanese Version) 2. True Love (Japanese Version) 3. Day By Day (Japanese Version) 4. Baby Boy 5. True Love 6. Day By Day inst. | —  | — |               |
| "—" Indica lançamentos que não apresentaram nos gráficos ou não foram divulgados nessa região. | |    |   |               |

### Singles
| "Not Spring, Love, or Cherry Blossoms" (com IU)                                                | 2014 | 2  | - KOR: 1,839,078+ | Hi High          |
| "A Little Closer" (com Lim Kim)                                                                | 2014 | 29 | - KOR: 95,715+    | Hi High          |
| "Headache"                                                                                     | 2014 | —  |                   | Hi High          |
| "Day By Day"                                                                                   | 2014 | —  | - KOR: 14,653+    | Non-album single |
| "Baby Boy"                                                                                     | 2015 | —  |                   | Non-album single |
| "D.O.A. (Dead or Alive)"                                                                       | 2015 | —  |                   | Non-album single |
| "HookGA" by High4:20 (com Hwasa do MAMAMOO)                                                    | 2016 | —  |                   | Non-album single |
| "Weekend" by High4:20                                                                          | 2016 | —  |                   | Non-album single |
| "Love Line"                                                                                    | 2017 | —  |                   | Blessed          |
| "—" Indica lançamentos que não apresentaram nos gráficos ou não foram divulgados nessa região. |      |    |                   |                  |